# Ophrys caucasica
Espèce
Ophrys caucasica (aussi connue comme Ophrys sphegodes subsp. mammosa, avec de nombreux autres synonymes) est une sous-espèce de plantes à fleurs de la famille des Orchidaceae. C'est une orchidée originaire du sud-est de l'Europe, en passant par le Caucase jusqu'en Iran. Sous le nom d'Ophrys caucasica, elle a été observée dans de nombreuses régions d'Arménie, d'Azerbaïdjan, de Géorgie et de Russie,. Les noms locaux incluent  Khari-bulbul en aéri et en géorgien : ფუტკრის-დედა.
Selon la Liste rouge de l'UICN, la catégorie et le statut de l'espèce sont « En danger » – EN B1ab(iii)+2ab(iii)[réf. nécessaire].

## Description
Au cours des différents stades de croissance, les pétales blancs d'Ophrys caucasica deviennent rose, où différentes couleurs (vert, jaune, rouge, etc) se fondent ensemble. Il y a aussi des motifs sur la corolle.

## Distribution
Ophrys caucasica est largement distribué. Dans le sud-est de l'Europe, on le trouve en Albanie, en Bulgarie, en Thrace orientale, en Grèce, en Crimée, en Roumanie et dans l'ex-Yougoslavie. En Asie occidentale, on le trouve en Crète, à Chypre, dans les îles de la mer Égée orientale, en Iran, en Irak, au Liban - Syrie, dans la région de Palestine et en Turquie. Il est également originaire du Caucase du Nord et du Caucase du Sud.

## Étymologie locale
En arménien, son nom indigène (sardakir mexvakir) fait référence à ses principaux pollinisateurs, les araignées (sard ) et les abeilles (mexu) et leur nourriture (kir)[réf. nécessaire].
En azerbaïdjanais, le khara est un tissu épais et brillant avec différents motifs qui change de couleur lorsqu'on le regarde sous différents angles. En raison de ces caractéristiques, la plante a acquis son nom azerbaïdjanais, qui se traduit par « rossignol khara ». L'orthographe du mot khara devient khari par exigence de la loi de l'harmonie en azerbaïdjanais.

## Culture

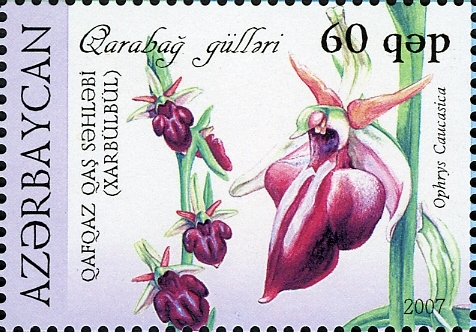
Timbre d'Azerbaïdjan de 2007 représentant la fleur

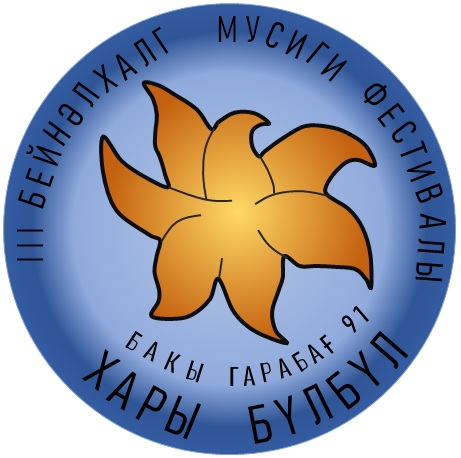
Logo du festival de musique Khari Bulbul en 1991

En 2014, une exposition intitulée « Khari bulbul, une fleur de paix et d'amour » a été organisée par l'Autonomie culturelle nationale fédérale des Azerbaïdjanais en Russie. En mars 2014, une cérémonie de présentation impliquant Ophrys caucasica a eu lieu au Conservatoire du Jardin botanique des États-Unis.